# Mimegralla luteilabris
Mimegralla luteilabris är en tvåvingeart som först beskrevs av Camillo Rondani 1875.  Mimegralla luteilabris ingår i släktet Mimegralla och familjen skridflugor. Inga underarter finns listade i Catalogue of Life.